# Secretari general del Partit Comunista de la Unió Soviètica
El secretari general del Comitè Central del Partit Comunista de la Unió Soviètica (rus: Генеральный секретарь Центрального Комитета Коммунистической партии Советского Союза, abreujadament Генеральный секретарь ЦК КПСС - o primer secretari entre 1953 i 1965) era la denominació sinònima al de líder de la Unió Soviètica (URSS) després de la consolidació del poder per part de Ióssif Stalin durant la dècada de 1920.
Durant els primers anys l'URSS, entre 1919 i 1922, el càrrec de Secretari Responsable (en rus: Ответственный Секретарь) fou exercit per Iakov Sverdlov, Nikolái Krestinski, Ielena (Yelena) Stàssova i Viatxeslav Mólotov. Tot i el seu nom, aquesta posició no representava un poder important dintre del PCUS on el líder de facto i indiscutible era Lenin. Tot i això, en aquella època els dirigents regionals o locals del partit i els seus comitès que ostentaven el càrrec de Secretari General eren els líders regionals més importants dintre del partit, inclús abans l'arribada al poder de Stalin.
El càrrec de secretari general del partit constituïa, originalment, en un càrrec administratiu quan aquest fou creat el 1922, essent Stalin el primer titular. Amb la consolidació de Stalin com a líder indiscutit del Politburó del Comitè Central, el càrrec de secretari general es va transformar en sinònim del líder del partit i governant de facto de la Unió Soviètica.
Durant la reestructuració del Comitè Central i del Politburó després de la mort de Stalin el lloc de secretari general es va mantenir breument vacant, tot i que tan Georgi Malenkov (el nou Primer Ministre) i Nikita Khrusxov foren inclosos al secretariat del partit. La defenestració de Malenkov per les seves aproximacions amb Lavrenti Béria el 14 de març de 1953, va permetre a Khrusxov assumir el càrrec de Primer Ministre i poder consolidar així la seva posició com a nou líder del partit. Durant el Ple del Comitè Central del 7 de setembre de 1953, Khrusxov fou designat com a Primer secretari del Comitè Central. Aquest títol va durar fins al XXIIIè Congrés del PCUS, quan després de la destitució del primer secretari del Comité Central, en congrés va modificar la Constitució de 1936 per tal d'establir aquest càrrec. En el plenari del 8 d'abril de 1966, després del Congrés, el Comitè Central va designar a Leonid Bréjnev com a secretari general.
Mikhaïl Gorbatxov va renunciar al seu càrrec com a secretari general després del cop d'estat d'agost de 1991, essent reemplaçat per Vladimir Ivashko per cinc dies, fins que el PCUS fou proscrit pel Soviet Suprem el 29 d'agost d'aquell any.

## Secretaris generals del PCUS
| Nom (naixement-defunció)                                                                          | Imatge                                                                               | Ocupació del càrrec                                                                  | Notes |
| Secretari tècnic del Comitè Central del Partit Obrer Socialdemòcrata Rus (1917–1918)              | Secretari tècnic del Comitè Central del Partit Obrer Socialdemòcrata Rus (1917–1918) | Secretari tècnic del Comitè Central del Partit Obrer Socialdemòcrata Rus (1917–1918) | Secretari tècnic del Comitè Central del Partit Obrer Socialdemòcrata Rus (1917–1918) |
| ------------------------------------------------------------------------------------------------- | ------------------------------------------------------------------------------------ | ------------------------------------------------------------------------------------ | --- |
| Ielena Stàssova (1873–1966)                                                                       |                                                                                      | Abril de 1917–1918                                                                   | Com a secretaria tècnica, Stàssova i el seu equip de 4 dones, eren responsables del manteniment de la correspondència amb les cèl·lules provincials del Partit, assignar-los tasques, mantenir els informes financers, distribuir els fons dels partit, formular la política estructural del partit i nomenar personal nou. |
| President del secretariat del Comitè Central del Partit Bolxevic (1918–1919)                      |                                                                                      |                                                                                      | |
| Iakov Sverdlov (1885–1919)                                                                        |                                                                                      | 1918 – 16 de març de 1919                                                            | Sverdlov continuà al càrrec fins a la seva mort el 16 de març de 1919. Durant el seu mandat va ser principalment responsable d'aspectes tècnics més que no pas polítics. |
| Ielena Stàssova (1873–1966)                                                                       |                                                                                      | Març de 1919 – Desembre de 1919                                                      | Quan acabà el seu mandat, Stàssova no va ser considerada un competidor seriós pel càrrec de secretari responsable, el càrrec successor del president del secretariat. |
| Secretari responsable del Comitè Central del Partit Bolxevic 1919–1922)                           |                                                                                      |                                                                                      | |
| Nikolai Krestinski (1883–1938)                                                                    |                                                                                      | Desembre de 1919 – Març de 1921                                                      | El càrrec de secretari responsable funcionà com una secretaria, un càrrec baixa donada a Kretinski, membre també del Politburó, l'Orgburo i el secretariat. Kretinski, però, mai no intentà crear una base de poder independent com sí que fafia Ióssif Stalin quan ocupà el càrrec. |
| Viatxeslav Mólotov (1890–1986)                                                                    |                                                                                      | Març de 1921 – Abril de 1922                                                         | Mólotov va ser elegit secretari responsable al X Congrés del Partit, celebrat al març de 1921. El congrés decidí que el càrrec de secretari responsable havia d'estar present als plenaris del Politburó. Com a resultat, Mólotov esdevingué membre candidat del Politburó. |
| Secretari general del Comitè Central del Partit Comunista de Tota la Unió (bolxevics) (1922–1952) |                                                                                      |                                                                                      | |
| Ióssif Stalin (1878–1953)                                                                         |                                                                                      | 3 d'abril de 1922 – 16 d'octubre de 1952                                             | Stalin emprà el càrrec de secretari general per crear una poderosa base de poder per a ell mateix. Vladímir Lenin l'acusaria posteriorment de manipular els poders de la secretaria general. Stalin gairebé va perdre el seu càrrec durant el XVII Congrés del Partit al 1934, però la mort del cap de la facció rival, Serguei Kírov afeblí la moció per retirar-lo. Oferí la seva dimissió al 1934, però va ser reelegit com a secretari ordinari, i rarament es referí ell com a secretari general després d'això. El càrrec va ser abolit al XIX Congrés del Partit a l'octubre de 1952. |
| Primer secretari del Comitè Central del Partit Comunista de la Unió Soviètica (1953–1966)         |                                                                                      |                                                                                      | |
| Nikita Khrusxov (1894–1971)                                                                       |                                                                                      | 14 de setembre de 1953 – 14 d'octubre de 1964                                        | Khrusxov restablí el càrrec el 14 de setembre de 1953 sota la denominació de primer secretari. Al 1957 gairebé va ser rellevat del càrrec pel Grup Anti-Partit. Gueorgui Malenkov, un dels principals membres del Grup Anti-Partit, estava amoïnat perquè els poders del primer secretari eren virtualment il·limitats. Khrusxov va ser rellevat com a líder el 14 d'octubre de 1964, substituït per Leonid Bréjnev. |
| Leonid Bréjnev (1906–1982)                                                                        |                                                                                      | 14 d'octubre de 1964 – 8 d'abril de 1966                                             | El càrrec de primer secretari passà a denominar-se secretari general al XXIII Congrés del Partit. |
| Secretari general del Comitè Central del Partit Comunista de la Unió Soviètica (1966–1991)        |                                                                                      |                                                                                      | |
| Leonid Bréjnev (1906–1982)                                                                        |                                                                                      | 8 d'abril de 1966 – 10 de novembre de 1982                                           | Inicialment no hi havia un líder clar del lideratge compartit amb Bréjnev i el President Aleksei Kosiguin governant com a iguals. Però durant la dècada de 1970 la influència de Bréjnev superà la de Kosiguin i va ser capaç de mantenir aquest suport evitant fer cap reforma radical. Els poders i funcions del secretari general van ser limitats pel lideratge compartit durant el mandat de Bréjnev. |
| Iuri Andrópov (1914–1984)                                                                         |                                                                                      | 12 de novembre de 1982 – 9 de febrer de 1984                                         | Va ser considerat com el candidat més possible per la secretaria general quan va saber-se que havia estat el president del comitè encarregat d'arranjar, dirigir i preparar el funeral de Bréjnev. Andrópov va ser obligat pel protocol a governar el país de la mateixa manera que havia fet Bréjnev abans de morir. |
| Konstantín Txernenko (1911–1985)                                                                  |                                                                                      | 13 de febrer de 1984 – 10 de març de 1985                                            | Txernenko tenia 72 anys quan va ser elegit pel càrrec de secretari general, i la seva salut minvava ràpidament. Txernenko, igual que succeí a Andrópov, es va veure obligat per protocol a governar el país com Bréjnev havia fet. |
| Mikhaïl Gorbatxov (1931–2022)                                                                     |                                                                                      | 11 de març de 1985 – 24 d'agost de 1991                                              | El Congrés de Diputats del Poble de 1990 votà per derogar l'Article 6 de la Constitució de 1977. Això comportava que el Partit Comunista perdia la seva posició com "la força dirigent i guia de la societat soviètica", i els poders del secretari general van quedar dràsticament retallats. Durant la resta del seu mandat Gorbatxov governà sota el càrrec de President de la Unió Soviètica. Dimití del seu càrrec el 24 d'agost de 1991, després del Cop d'Agost. |
| Vladimir Ivaixko (1932–1994)                                                                      |                                                                                      | 24 d'agost de 1991 – 29 d'agost de 1991                                              | Va ser elegit vicesecretari general, un altre nom pel segon al comandament, al XXVIII Congrés del Partit. Ivaisxko esdevingué secretari general en funcions després de la dimissió de Gorbatxov, però en aquells moments el Partit ja era políticament impotent i el 29 d'agost de 1991 va ser proscrit. |